# 竹田恆治
竹田恆治（たけだ つねはる，1944年8月3日—），是竹田宮第2代当主竹田宮恆德王的第四子，日本舊皇族兼外交官，為皇族時稱竹田宮恆治王。

## 簡歷
1944年（昭和十九年）在滿洲國新京特別市出生，其父恆德王為駐滿洲國關東軍參謀，1947年（昭和二十二年）10月14日父親皇籍脫離，他的皇族身分同時被剝奪。
後來竹田恆治通過學習院進入慶應義塾高等學校及慶應義塾大学，畢業於法學部政治學科。他高大的身形（高於180釐米）令他學生時代在欖球與冰球方面十分活躍。畢業後，與企業家岡田茂的女兒幾美子結婚。
1967年（昭和四十二年）進入伊藤忠商事工作，在2001年（平成十三年）成為伊藤忠商事大洋州總經理、伊藤忠豪州會社社長及伊藤忠紐西蘭會社社長。
2007年（平成十九年）8月7日就任日本駐保加利亞特命全權大使，9月赴任，10月25日向格奧爾基·珀爾瓦諾夫大總統呈上信任狀。2010年（平成二十二年）退任。

## 家庭
- 父：竹田宮恆德王
- 母：恒德王妃光子
- 兄弟：恆正 - 素子 - 紀子 - 恆治 - 恆和
- 妻：幾美子 - （岡田茂的長女）
- 子：恆昭 - 恆智

## 相關項目
- 旧皇族
- 竹田宮